# Aquilaria crassna
Aquilaria crassna Pierre ex Lecomte – gatunek należący do rodziny wawrzynkowatych. Występuje naturalnie w Azji Południowo-Wschodniej.

## Rozmieszczenie geograficzne
Rośnie naturalnie w Tajlandii, Kambodży oraz Wietnamie.
W Wietnamie gatunek ten był w przeszłości nadmiernie eksploatowany, w wyniku czego obecnie można go znaleźć tylko na rozproszonych siedliskach. Jego stanowiska zlokalizowane są głównie w południowej części kraju przy granicy z Kambodżą oraz wzdłuż granicy z Laosem na zachód od miasta Đà Nẵng. Występuje także w pasach przybrzeżnych w prowincjach Quảng Ninh, Lào Cai (dystrykt Bắc Hà), Hoà Bình, Tuyên Quang oraz na wyspie Phú Quốc. Pozostałe główne stanowiska znajdują się w środkowej części kraju, w prowincjach Hà Tĩnh, Kon Tum, Quảng Nam, Bình Định oraz Gia Lai.
W Tajlandii występuje między innymi w Parku Narodowym Khao Yai.

## Morfologia
PokrójŚredniej wielkości, wiecznie zielone drzewo. Dorasta do 15–20 m wysokości przy pierśnicy wynoszącej 40–50 cm.
KwiatyKwitnie od marca do kwietnia. Pierwsze kwiaty pojawiają się w 6–8 roku życia rośliny.
OwocePojawiają się od czerwca do lipca.

## Biologia i ekologia
Roślina do wzrostu potrzebuje dużo światła. Preferuje gleby piaszczyste i gliniaste. Rośnie na wysokości 300–800 m n.p.m.

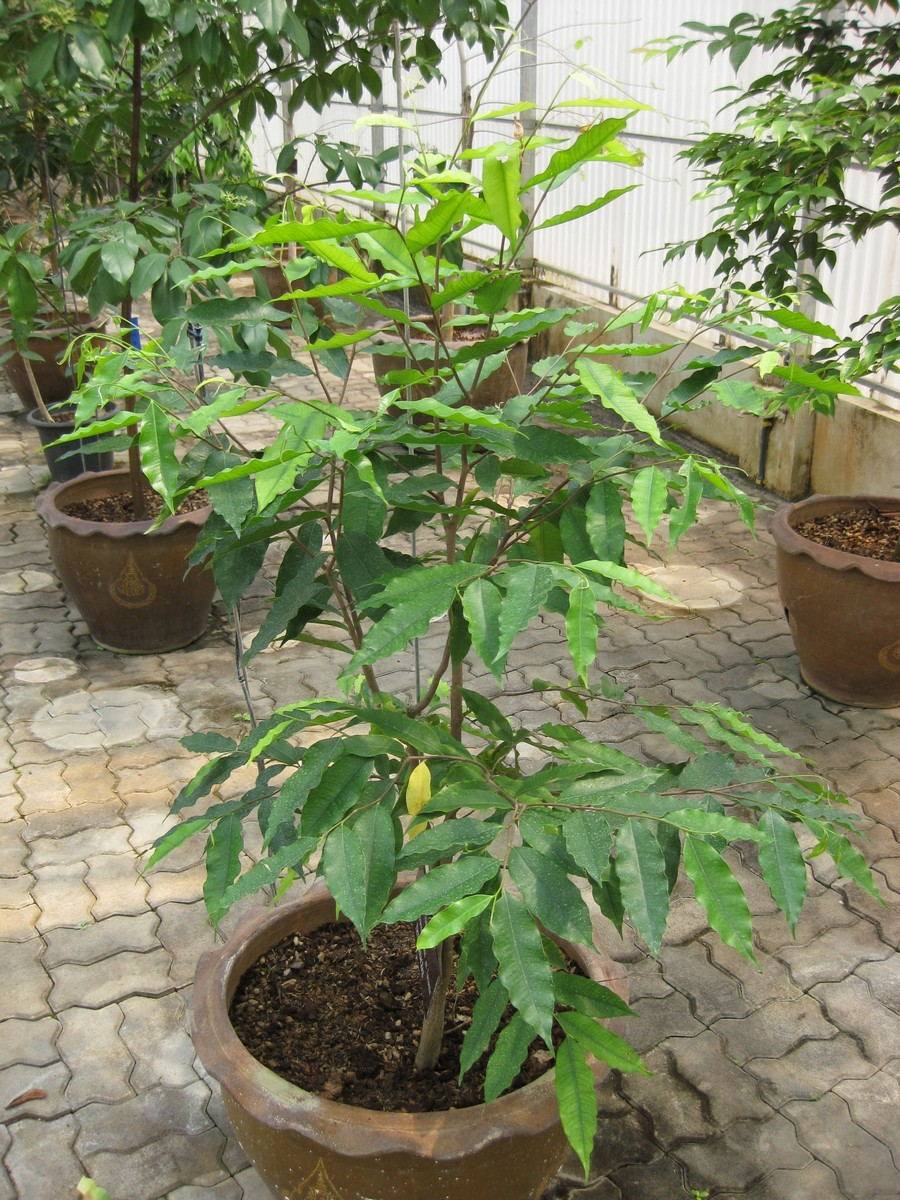
We Wietnamie istnieją plantacje tego gatunku

## Uprawa
Od 1986 roku mieszkańcy prowincji Hà Tĩnh położonej w środkowej części Wietnamu zbieraja sadzonki A. crassna z naturalnych stanowisk i sadzą je w przydomowych ogrodach. Głównym motywem ich działań jest uzyskiwanie dochodów ze sprzedaży drewna agarowego. W 1997 roku podjęto próbę zakładania plantacji A. crassna wraz z domieszką gatunku Vernicia montana. Wstępne wyniki badań wykazują dobry wzrost drzew, co sugeruje, że A. crassna może być łatwo uprawiana na plantacjach.

## Zastosowanie
Drewno tego gatunku nosi handlową nazwę agar (ang. agarwood). Drewno bywa często atakowane przez grzyby lub bakterie. Drewno zainfekowane pasożytem wydziela woń – olej ochronny, który występuje na rannych obszarach (korzenie, gałęzie lub pień), które stopniowo stają się twardsze i zmieniają barwę na ciemnobrązową lub czarną.
Agar jest wykorzystywany w produkcji perfum oraz w medycynie tradycyjnej. Ze względu na kosztowny i pracochłonny proces ekstrakcji jest ono bardzo drogie. Minimum 20 kg niskiej jakości drewna żywicznego potrzebne jest do wytworzenia 12 ml oleju agarowego. Najwyższej jakości olej otrzymywany jest z drzew starszych niż 100 lat. Sprzedaż perfum opartych na tym ekstrakcie rośnie z roku na rok. W 1990 roku jeden kilogram drewna tego gatunku kosztował między 800 a 1000 USD.
Ważnym zastosowaniem drewna tego gatunku jest produkcja kadzidła. Agar jest także afrodyzjakiem, zarówno w postaci olejku, jak i kadzidła. Są to na ogół lokalne zastosowania, ale olej jest również sprzedawany w aptekach wietnamskich do użytku wewnętrznego. W medycynie chińskiej wykorzystuje proszku z drewna w leczeniu marskości wątroby oraz innych dolegliwości. Ma zastosowanie również w leczeniu nowotworów płuc i żołądka.

## Zagrożenia
Eksploatacja zainfekowanego grzybami drewna dla przemysłu perfumeryjnego spowodowało spadek populacji tego gatunku we Wietnamie przekraczający 80% w ciągu ostatnich lat. Istnieje duże prawdopodobieństwo, że podobne straty występują w pozostałej części Indochin. Według Czerwonej księgi gatunków zagrożonych jest gatunkiem narażonym na wyginięcie (VU – vulnerable).